# Aire de repos de Savasse
 (février 2017).
Si vous disposez d'ouvrages ou d'articles de référence ou si vous connaissez des sites web de qualité traitant du thème abordé ici, merci de compléter l'article en donnant les références utiles à sa vérifiabilité et en les liant à la section « Notes et références ».
L'aire de repos de Savasse est une aire de repos située au point kilométrique 110 sur l'autoroute française A7 dans le sens Lyon-Marseille, dans la commune de Savasse.

## Services
L'aire contient des aires de parkings pour voitures et poids-lourds, des tables de pique-nique, et un espace WC.

## Porte du soleil
La Porte du soleil est une sculpture en granit rose d'Espagne construite par Ivan Avoscan en 1989. Elle fut implantée cette année-là sur l'aire de repos de Savasse et est un exemple connu de ce que l'on appelle l'« art autoroutier ».